# Ivánka Csaba-díj
Az Ivánka Csaba-díjat 2000-ben alapították, melyet évi egy alkalommal, művészi teljesítményéért egy arra érdemesnek tartott színházművész kaphat.

## A díjról
Ivánka Csaba emlékének ápolására, a művész édesanyja és testvérei alapítványt hoztak létre azzal az elsődleges rendeltetéssel, hogy évente egy alkalommal egy arra érdemes színházművész elnyerhesse a díjat. Az elismerés az alapítók szándéka szerint elsősorban olyan színházak társulataiban kerül átadásra, amelyek Ivánka Csaba művészi életében fontos szerepet játszottak. A díjat egy  pályatársakból álló kuratórium ítéli oda minden évben.
A díjazottak Pusztai Ágoston szobrászművész alkotását vehetik át.
A kuratórium alapító tagjai Csomós Mari, Hámori Ildikó, Kozák András, Papp Zoltán színművészek, és Bartos Zsóka  művészeti referens voltak. Kozák András visszavonulásakor 2003-ban Szakácsi Sándor, az ő halálát követően 2009-ben Kubik Anna színművész vette át a megüresedett helyet.

## Díjazottak
- 2000 – Szakácsi Sándor – a Nemzeti Színház művésze,
- 2001 – Csernus Mariann – a Pesti Magyar Színház művésze,
- 2002 – Mihályfi Balázs – a Szolnoki Szigligeti Színház művészeként,
- 2003 – Fekete Mari – a Magyar Színház zenei vezetője,
- 2004 – Bubik István – az Új Színház művésze,
- 2005 – Végh Péter – a Magyar Színház művésze,
- 2006 – Kézdy György – szabadfoglalkozású színművész,
- 2007 – Kubik Anna – a Magyar Színház művésze,
- 2008 – Kováts Adél – a Radnóti Színház művésze,
- 2009 – Őze Áron – a Magyar Színház művésze,
- 2011 – Bán János – a Katona József Színház művésze,
- 2012 – Tóth Éva – a Magyar Színház művésze
- 2013 – Hirtling István – a Vörösmarty Színház művésze
- 2014 – Kerekes Éva – az Örkény István Színház művésze
- 2015 – Rubold Ödön – szabadfoglalkozású színművész
- 2016 – Papadimitriu Athina – a Budapesti Operettszínház művésze
- 2017 – Nagy Zoltán – az Új Színház művésze[1]
- 2018 – Soltész Bözse – a Pesti Magyar Színház színművésze[2]
- 2019 – Rancsó Dezső – a Pesti Magyar Színház színművésze[3]